# Дорнер, Исаак Август
Исаа́к А́вгуст До́рнер (нем. Isaak August Dorner; 20 июня 1809, Нойхаузен-об-Эк  — 8 июля 1884, Висбаден) — немецкий протестантский богослов, философ, историк, преподаватель и писатель.
Исаак родился в многодетной семье священника. В 14 лет Дорнер был принят в школу монастыря Маульбронн. В 1829 году Дорнер поступил в Тюбингенский университет, где изучал богословие и философию. С 1834 года он становится репетентом в университете, в 1838 Исаак — экстраординарный профессор богословия в Тюбингене, в 1839 году Исаак — профессор богословия в Кильском университете, в 1843 году — в Кёнигсбергском университете,  в 1847 году — в Боннском университете, в 1853 году — в Гёттингенском университете; наконец, в 1862 году Исаа член консистории и профессор догматического богословия в Берлинском университете (до 1883 года). Дорнер был первым директором Евангелической Богословской Семинарии фонда Johanneum (1869–1883). Исаак проявил себя как последователь идей Фридриха Шлейермахера и был сторонником Посредствующего богословия, он стремился примирить веру со знанием. Сын Исаака — Август Иоганн Дорнер (1846-1920) также был профессором богословия в Кёнигсберге.

## Сочинения
- Entwicklungsgeschichte der Lehre von der Person Christi. Stuttgart 1839
- Der Pietismus, insbesondere in Württemberg. Hamburg 1840
- Die Lehre von der Person Christi. 3 Bde. Stuttgart 1846-56
- Sendschreiben über Reform der evangelischen Landeskirchen im Zusammenhang mit der Herstellung einer evangelisch-deutschen Nationalkirche. 1848
- Über den theologischen Begriff der Union und sein Verhältnis zur Confession. 1856
- Geschichte der protestantischen Theologie. München 1867
- System der christlichen Glaubenslehre. 2 Bde. Berlin 1879-81
- System der christlichen Sittenlehre. Berlin 1885